# Médecins de demain
 (février 2023).
Si vous disposez d'ouvrages ou d'articles de référence ou si vous connaissez des sites web de qualité traitant du thème abordé ici, merci de compléter l'article en donnant les références utiles à sa vérifiabilité et en les liant à la section « Notes et références ».
Médecins de demain est une série télévisée documentaire qui retrace la vie d'internes en médecine et de jeunes docteurs pendant six mois. Elle est actuellement composée de trois saisons et éditée par France 4. Elle a été créée par Guillaume Barthélemy et Sophie Hartpence.

## Personnages principaux

### Personnages de la saison 1
On apprend à connaître de jeunes internes au tout début de leur parcours de médecin au cœur du système hospitalier français et la manière dont ils arrivent à gérer leur vie personnelle en parallèle avec leur dur métier.
- François → Médecine Interne, 24 ans
- Sixtine → Gynécologie-Obstétrique, 25 ans
- Paul → Urgences, 26 ans
- Delphine → Chirurgie thoracique, 28 ans
- David → Chirurgie réparatrice, 28 ans

### Personnages de la saison 2
- Adrien → Urgences, 30 ans
- Marie Odile → Urgences pédiatriques[1] et gynécologiques, 24 ans
- Delphine → Chirurgie thoracique, 31 ans. Delphine faisait partie de la première saison. Elle poursuit son parcours d'interne en chirurgie thoracique. On découvre que la vie d'une femme est difficilement compatible avec le métier de chirurgienne.
- David → Chirurgie plastique, 30 ans. On retrouve ce personnage de la saison précédente alors qu'il est devenu chef de clinique dans son hôpital à Marseille. Désormais, c'est lui qui est responsable de l'enseignement dans son service.

### Personnages de la saison 3
- Paul : Urgences. Paul faisait partie de la première saison. Il est désormais sénior dans un grand service d'urgence à Paris. Son parcours met en évidence les difficultés de la pratique d'urgentiste lié au stress important et à la fatigue engendrée par ce dur métier. À la fin de la saison, il décide de diminuer son rythme de travail pour mieux faire son métier et ne pas craquer prématurément.
- David Gonnelli , 31 ans : Chirurgie plastique et réparatrice. Au cours de cette troisième saison, David a pris ses marques en tant que chirurgien sénior au CHU. Il pratique aussi bien des interventions de chirurgie plastique, de chirurgie esthétique et chirurgie de la main. Se dessine à travers lui, la finalité du parcours du jeune chirurgien et l'accession à la maturité. Son apprentissage est désormais terminé, il est prêt à se lancer seul dans sa vie de chirurgien plasticien autonome.
- Jean Lefebvre, 26 ans : Neurochirurgie. Cette saison retrace les tout débuts de son internat de neurochirurgie.
- Émilie : Gynécologie.
- Hayatte Akodad : Réanimation Cette brillante interne mène sa vie de médecin parallèlement à sa passion pour la boxe. Championne titrée, elle est une démonstration de force, courage mais aussi de grande sensibilité

### Rumeurs sur une saison 4
- De nombreux fans de la série font circuler des rumeurs sur la réalisation d'une saison 4. Les personnages étant réels, il est possible de se renseigner par exemple sur internet sur la poursuite de leurs cursus, mais une nouvelle saison sur le thème " Que sont-ils devenus ?" serait à l'étude devant le succès des premières saisons.

### Ce que l'on sait actuellement des personnages
- Hayatte Akodad est désormais médecin à l'APHP au SAMU 93. Elle continue son activité sportive dans la savate boxe française.
- David Gonnelli est désormais chirurgien plasticien esthétique près de Marseille. Il a continué son parcours médiatique en étant interviewé par Jessyca Falour sur le site lasantesurtout.com . Il a participé à l'écriture du livre de Jessyca Falour La Bible des Questions Santé publié aux Editions Leducs. Il a publié chez le même éditeur le 9 mai 2017 son propre livre Chirurgie esthétique : mode d'emploi.
- Paul Chavance est urgentiste à la Brigade de Sapeurs-Pompiers de Paris.
- Delphine Mitilian est chirurgien thoracique à l’Hôpital Marie Lannelongue du Plessis-Robinson. Elle a participé à l'émission Aventures de médecine : Greffe - la deuxième chance, avec Michel Cymes et diffusée le 11 octobre 2016 sur France 2.
- Jean Lefebvre a terminé son internat. Il est désormais neurochirurgien assistant au CHU Pontchaillou à Rennes.